# Fontenoy-sur-Moselle
Fontenoy-sur-Moselle ist eine französische Gemeinde mit 368 Einwohnern (Stand: 1. Januar 2022) im Département Meurthe-et-Moselle in der Region Grand Est (vor 2016 Lothringen). Sie gehört zum Arrondissement Toul und zum Kanton Le Nord-Toulois. 

## Geografie
Fontenoy-sur-Moselle liegt etwa 19 Kilometer westnordwestlich von Nancy an der Mosel. Nachbargemeinden sind Villey-Saint-Étienne im Westen und Norden, Aingeray im Norden und Nordosten, Bois-de-Haye im Nordosten und Osten sowie Gondreville im Süden und Westen.

## Bevölkerungsentwicklung
| Jahr                       | 1962 | 1968 | 1975 | 1982 | 1990 | 1999 | 2006 | 2019 |
| Einwohner                  | 234  | 206  | 219  | 229  | 224  | 195  | 350  | 376  |
| Quellen: Cassini und INSEE |      |      |      |      |      |      |      |      |

## Sehenswürdigkeiten

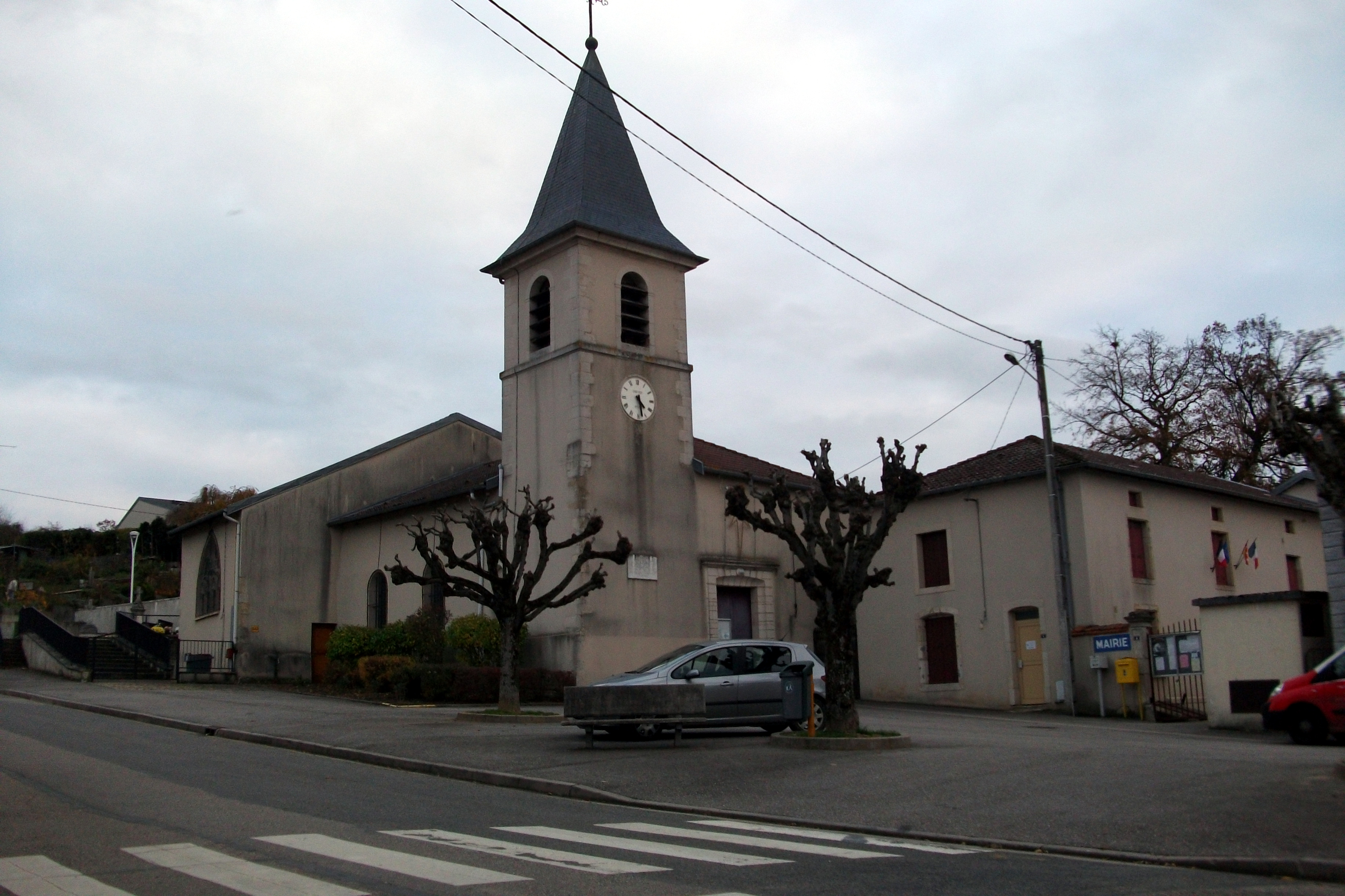
Kirche Saint-Laurent
- Festung aus dem 13. Jahrhundert
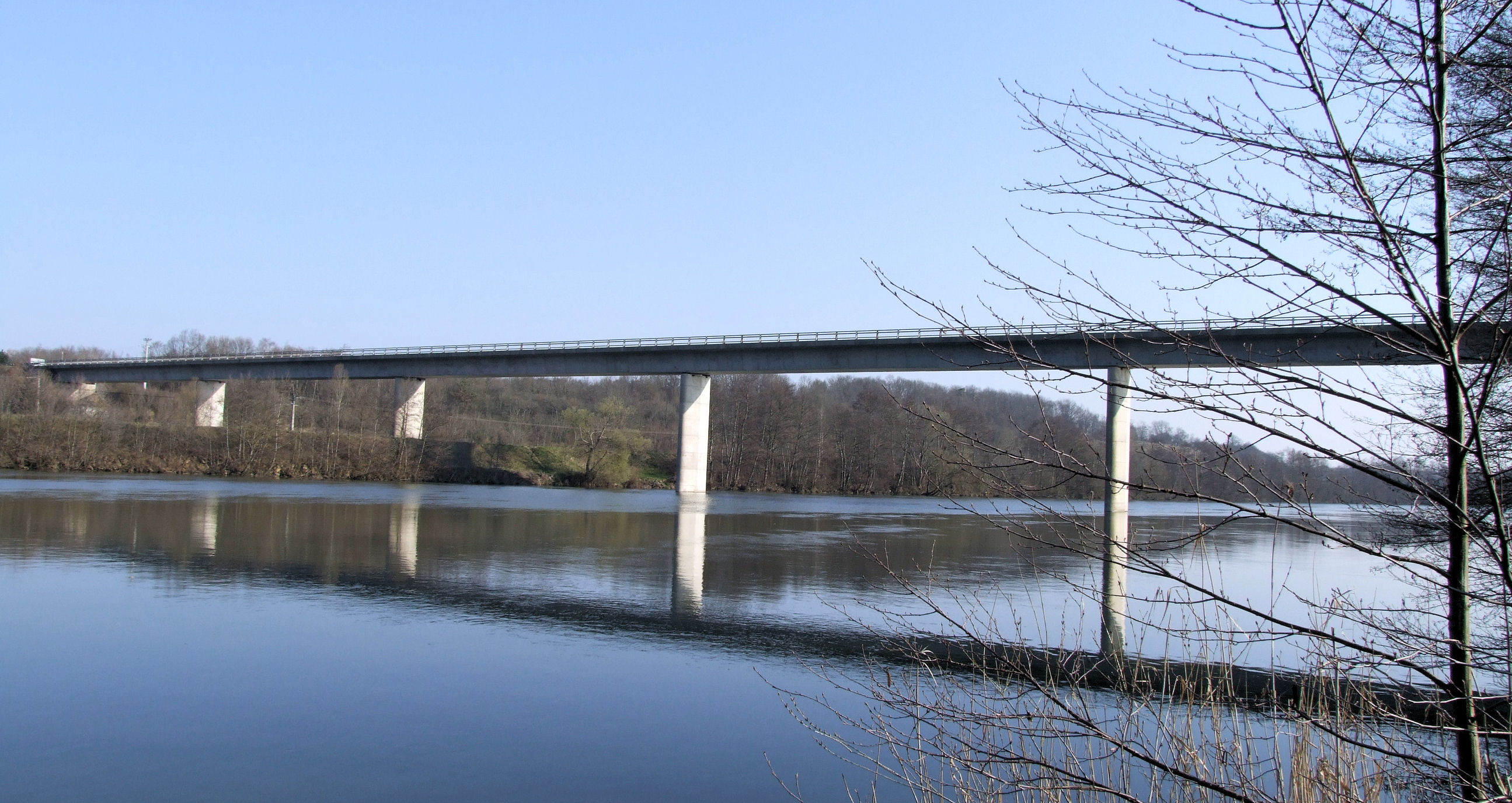
Brücke über die Mosel

- Kirche Saint-Laurent
- Brücke über die Mosel